# Dietersdorf (Treuenbrietzen)

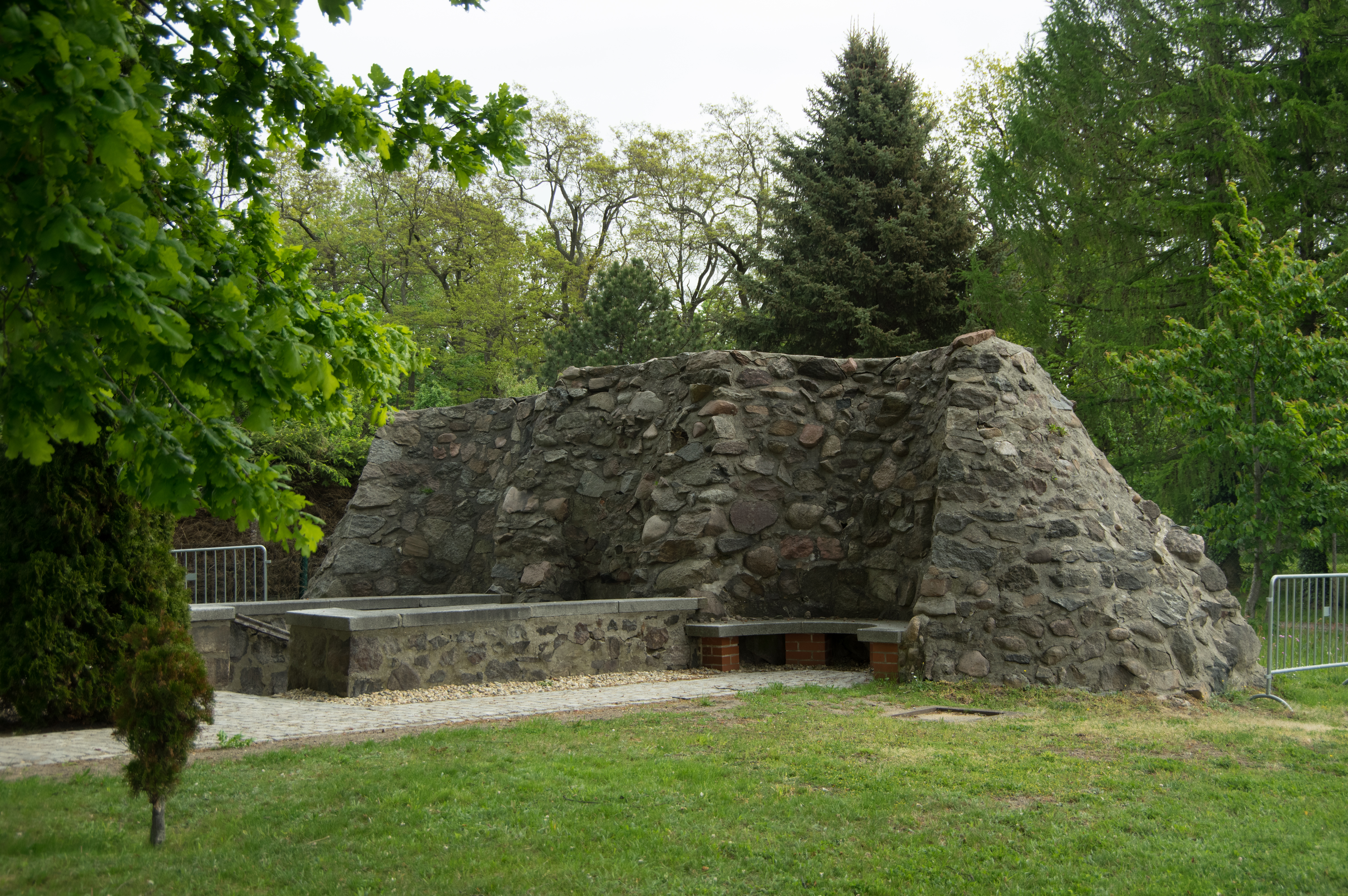
Der Lutherbrunnen

Dietersdorf ist ein Ortsteil der Stadt Treuenbrietzen im Landkreis Potsdam-Mittelmark in Brandenburg. Am 31. Dezember 2002 wurde Dietersdorf nach Treuenbrietzen eingemeindet. 
Der Ort liegt südwestlich der Kernstadt Treuenbrietzen an der B 2. Die Landesgrenze zum Bundesland Sachsen-Anhalt verläuft unweit südlich.

## Sehenswürdigkeiten

### Baudenkmale
In der Liste der Baudenkmale in Treuenbrietzen sind für Dietersdorf zwei Baudenkmale aufgeführt:
- der Lutherbrunnen im Ortszentrum
- Grenzsteine am Ortsausgang Richtung Wittenberg